# 大溪墘
大溪墘，是臺灣新北市石碇區的一個地名，位於該區東北部，範圍大致為永定里不含西北端、光明里南部中段。

## 歷史
台灣清治末期，大溪墘地區為一街庄，稱為「大溪墘庄」，隸屬於文山堡。該庄西北與松柏崎庄為鄰，東北與石底庄為鄰，東南邊為玉桂嶺庄，西南邊為排藔庄。
1901年（日治明治三十四年）11月，該庄隸屬於深坑廳，編入第九區。1903年（明治三十六年）4月，第九區拆出玉桂嶺庄，其餘改稱「楓仔林區」，該庄屬之。1920年（大正九年），該庄改制為「大溪墘」大字，隸屬於臺北州文山郡石碇庄，大字下有「大溪墘」、「籐寮坑」、「蚯蚓坑」、「大湖格」、「下紙寮坑」小字名。
戰後石碇庄改制為石碇鄉，隸屬於臺北縣，大字亦改制為村。2010年（民國99年）12月，臺北縣升格為新北市，石碇鄉改制為石碇區，村改制為里。

## 交通
市道106號是連絡林口、瑞芳的道路，經過大溪墘地區中部。由該道路往東可前往平溪、瑞芳等地，往西可前往深坑、木柵、中和、板橋、新莊、林口等地。

## 廟宇
- 石碇姑娘廟